# Бюллетень учёных-атомщиков
«Бюллетень учёных-атомщиков» (англ. Bulletin of the Atomic Scientists) — американский журнал, освещающий вопросы международной безопасности и угрозы, вызванные ядерным оружием, другими видами оружия массового уничтожения, изменением климата и новыми технологиями. Журнал издается с 1945 года в г. Чикаго. Он был основан бывшими участниками Манхэттенского проекта после атомных бомбардировок Хиросимы и Нагасаки под названием Бюллетень чикагских ученых-атомщиков. В 1999 году тираж журнала составлял 25 тыс. экз.

## Учредители и авторы
Учредителем и первым редактором журнала стал американский биофизик российского происхождения Евгений Исаакович Рабинович. Среди известных авторов журнала: Макс Борн, Альберт Эйнштейн, Роберт Оппенгеймер, Бертран Рассел, Лео Силард, Эдвард Теллер, Николай Семёнов.

## Часы судного дня
С 1947 года эксперты журнала ведут проект «Часы судного дня», аллегорически представляющий уровень ядерной угрозы в мире. Близость минутной стрелки к полуночи отражает вероятность начала ядерной войны. В 1947 году стрелка была в 7 минутах от полуночи. В 1953 году, когда СССР начал активно проводить ядерные испытания, стрелка переместилась на две минуты до полуночи. в 1991 году, когда СССР и США заключили соглашение по ограничению ядерных сил, стрелка находилась на самом «безопасном» расстоянии — 17 минут до полуночи. Значение меняется раз в год в январе. По состоянию на 28 января 2025 года стрелка находилась в 89 секундах до полуночи, ближе, чем когда-либо за всю историю проекта.